# Andrena breviscopa
Andrena breviscopa är en biart som beskrevs av Pérez 1895. Andrena breviscopa ingår i släktet sandbin, och familjen grävbin. Inga underarter finns listade i Catalogue of Life.